# Basilique Sainte-Trinité de Cherbourg
La basilique Sainte-Trinité de Cherbourg-en-Cotentin est une basilique mineure gothique qui se dresse sur le territoire de la commune française de Cherbourg-en-Cotentin, dans le département de la Manche, en région Normandie. La basilique, qui est l'un des plus anciens monuments de la ville, est inscrite au titre des monuments historiques.

## Localisation
La basilique est située à Cherbourg-en-Cotentin, dans le département français de la Manche.

## Historique

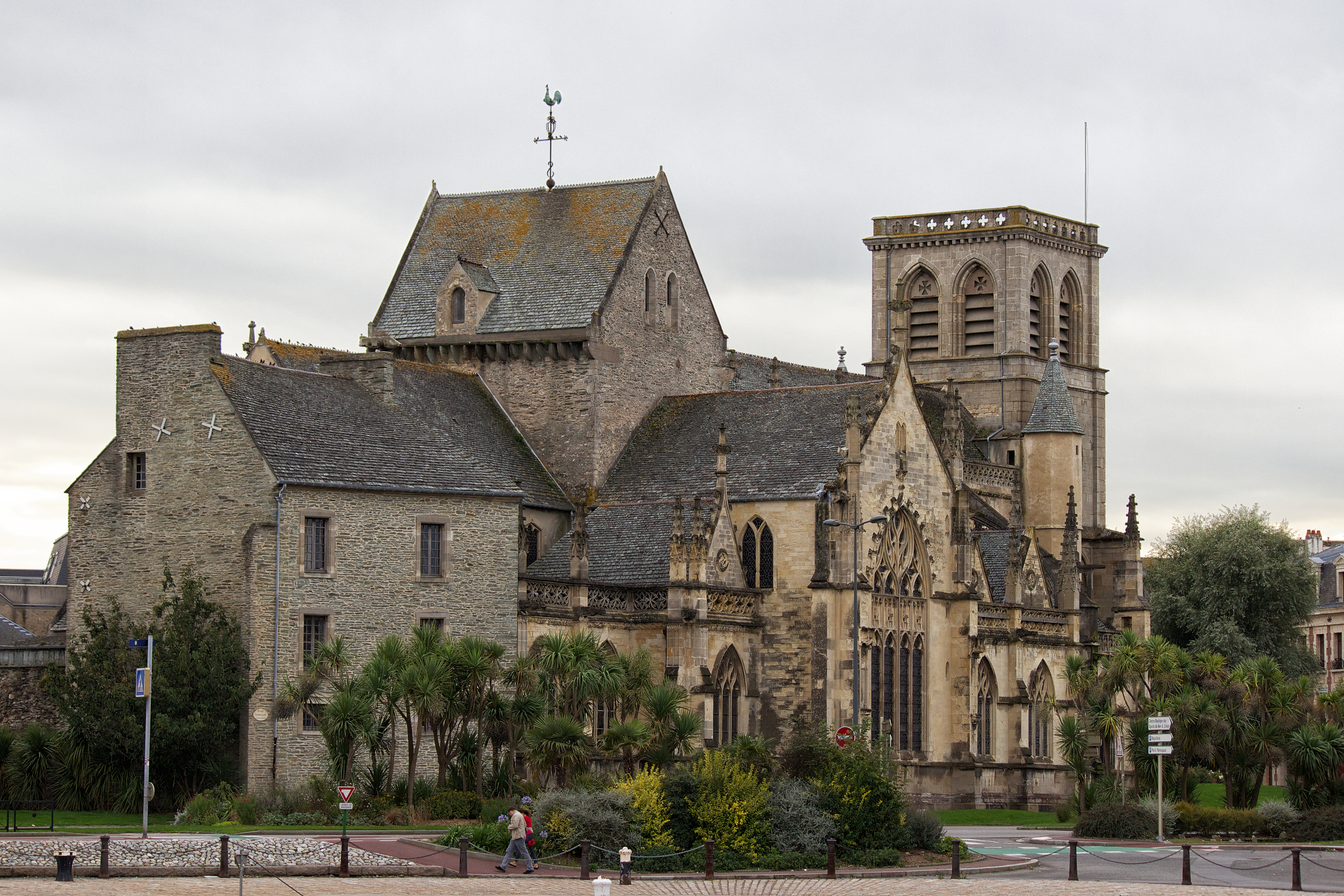
Façade nord-est.

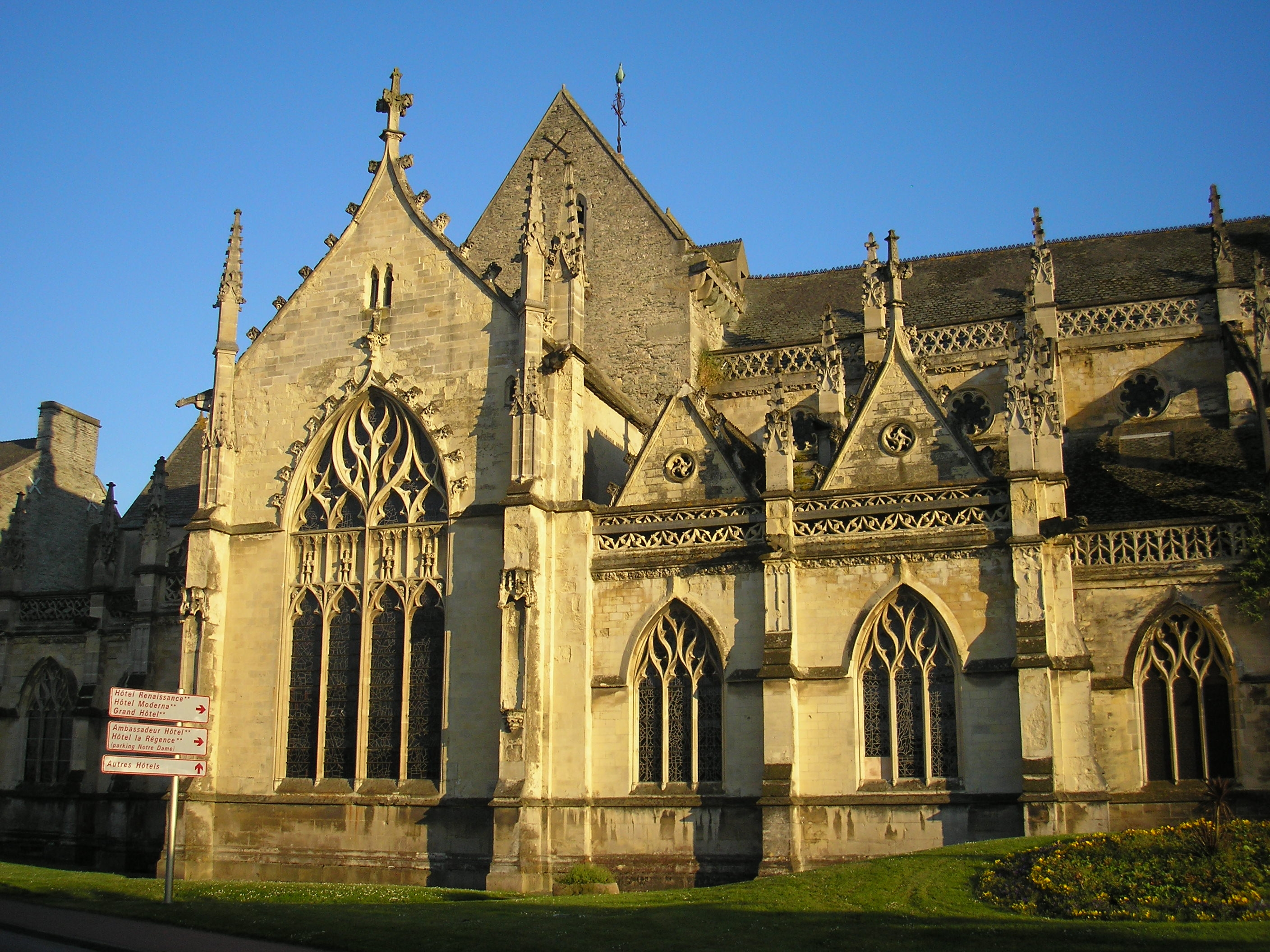
Façade nord.

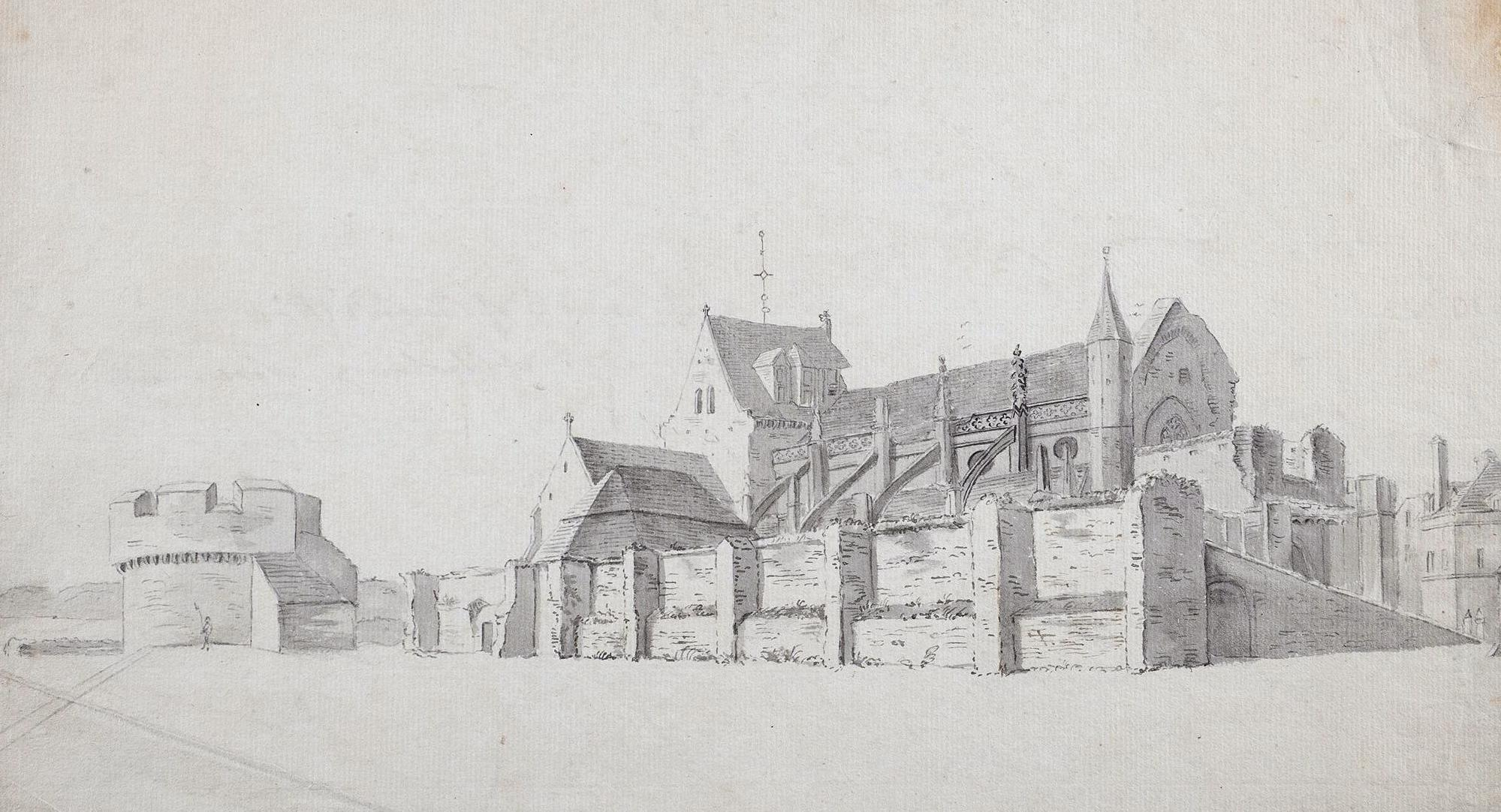
La façade nord-ouest aux environs de 1780.

Vers 841, l'église de Cherbourg, fondée vers 435, par le premier évêque de Coutances, saint Éreptiole, est détruite lors des raids vikings en France. L'église, reconstruite par le duc Richard II de Normandie, est dédicacée en 1033.
En 1063, le duc Guillaume de Normandie, le futur Guillaume le Conquérant, en séjour à Cherbourg, après avoir établi un chapitre de chanoines pour desservir la chapelle Notre-Dame du château, fonde une église en dehors de l'enceinte du château de Cherbourg, au nord-ouest, dans la ville qui ne dispose pas encore de ses propres remparts. Ce serait l'église de la Trinité, vraisemblablement bâtie sur les ruines de la première, dont les évêques de Coutances reçoivent le patronage. Une bulle pontificale d'Eugène III mentionne déjà sa consécration à la Sainte Trinité en 1145. Elle est la seule église paroissiale de Cherbourg jusqu'à la monarchie de Juillet, le château disposant de sa propre église, jusqu'à son arasement au XVIIe siècle.
Bien qu'enceinte dans les remparts lors de la fortification de la cité en 1300, édifiée sur un angle de l'ancienne forteresse de la ville, elle subit néanmoins de nombreuses destructions, notamment pendant la guerre de Cent Ans.
En 1412 on y fait des travaux. Après la capitulation de la ville, redevenue anglaise, le 29 novembre 1418, l'église a subi de gros dégâts, et en 1422 on reprend les travaux commencés en 1412,, mais ils seront suspendus, au bout d'un an, par manque d'argent.
Le clocher en bâtière à la croisée du transept, le chœur, avec ses fenêtres de style Tudor, et son pavage de Caen, ainsi que les chapelles seront construits en 1428, ce qui témoigne d'un début de redressement économique malgré l'occupation anglaise. La nef ne sera reconstruite qu'à partir de 1450, après le départ des Anglais ; Jehan Go, curé gallois qui en avait la charge depuis 1443, transmet la cure au prêtre français Gilles Herman. Achevée entre 1450 et 1466, l'église, commencée sous l'occupation anglaise, est consacrée le 24 mai de cette année-là, par Jean Tustot, curé de Cherbourg et official de Valognes.
Les bourgeois, à la suite d'un vœu prononcé pour la délivrance de la cité, décident d'ériger un monument en l'honneur de la la Vierge Marie, en l'occurrence un automate qui portera le nom de « Notre-Dame ». Il figure Marie, entourée d'angelots, qui monte au paradis sous le regard des fidèles. Ouvragé par un riche bourgeois nommé Jean Aubert, et fixé en 1466 sous la voûte de la nef, un système de ressorts et de mécanique faisait bouger tous les 15 août et ce jusqu'en 1702, les personnages. Une importante confrérie dite de « Notre-Dame Montée », est créée pour sa surveillance, au sein de laquelle on compte au cours des siècles les gouverneurs de la ville, les abbés réguliers du Vœu, mais aussi la noblesse du Cotentin et de France, jusqu'à compter 1 200 membres.
Jamais achevée, l'église est complétée au gré des siècles « sans caractère ni style », à l'image de la chapelle du Saint-Sacrement, construite au XVIIIe siècle comme une excroissance sans motif. Selon Jean Fleury, cette confrérie, dont il retrouve trace en 1200, n'est alors que réveillée par la confection de ce monument. Selon ce dernier, la fête annuelle de l'Assomption est supprimée en 1702.
En 1473, on inhume dans le chœur Pierre Turpin de Crissé, évêque d'Évreux, mort à Cherbourg lors d'une visite. Son épitaphe y était encore plus de deux siècles après. La réalisation d'une tour et du portail nord débute en 1531, mais les fidèles doivent donner l'argent prévu au roi de France François Ier pour le rachat de ses fils, livrés par le traité de Madrid, justifiant la visite royale l'année suivante.
L'église est saccagée en janvier 1794 par les Révolutionnaires, qui détruisent le monument de l'Assomption. Au XIXe siècle, l'édifice est profondément restauré et consolidé, sous l'égide de l'architecte de la ville, Geufroy. On adjoint à l'église en 1828 une tour carrée de vingt-six mètres de haut, sur le portail ouest, probable premier ouvrage néogothique français. L'ensemble est consolidé, et l'arcade de l'ancien portail ouest est rebâtie. En décembre 1921, l'église est élevée au rang de basilique mineure par le  pape Benoît XV.

## Description

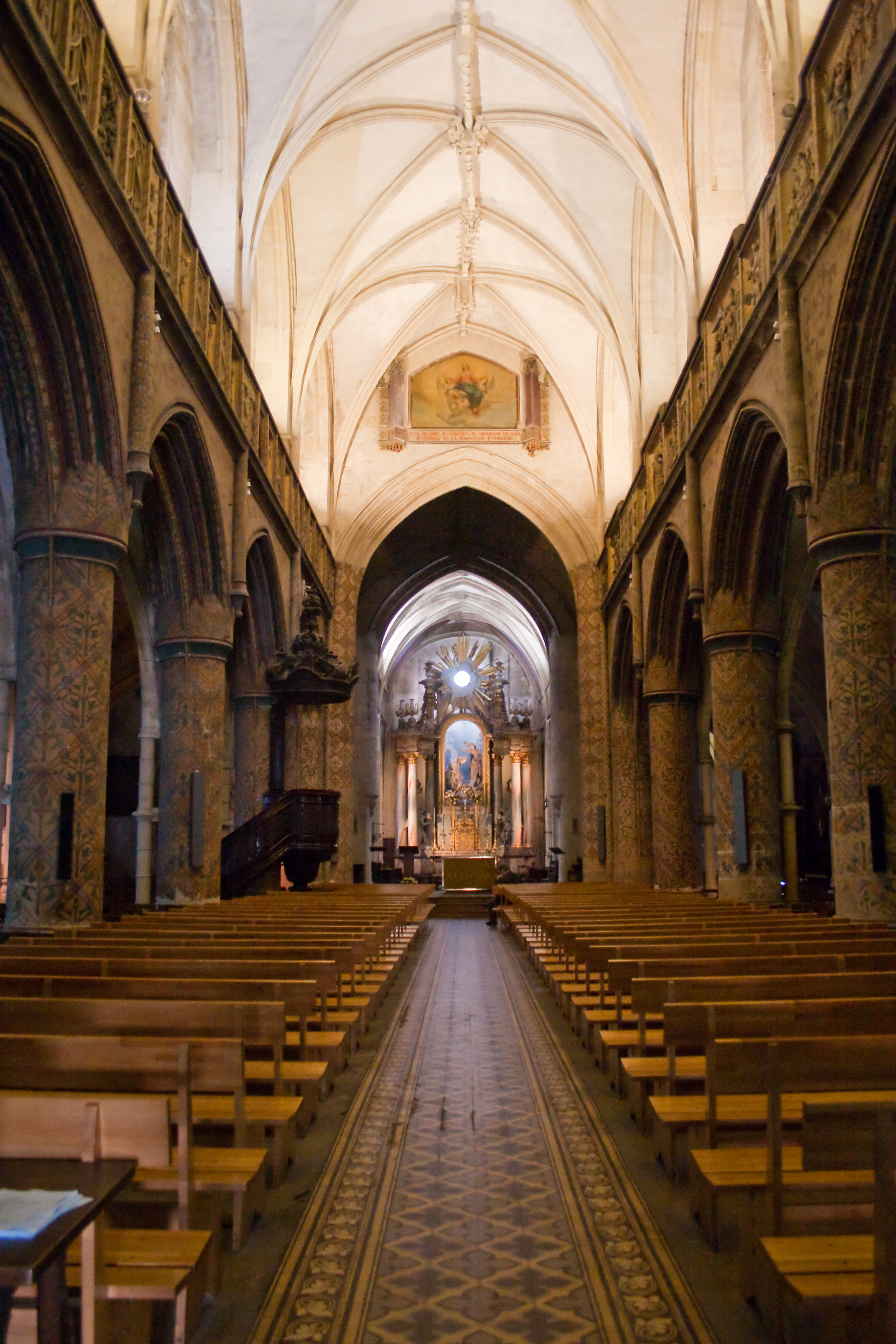
Nef avec la danse macabre à droite, et l'Assomption.

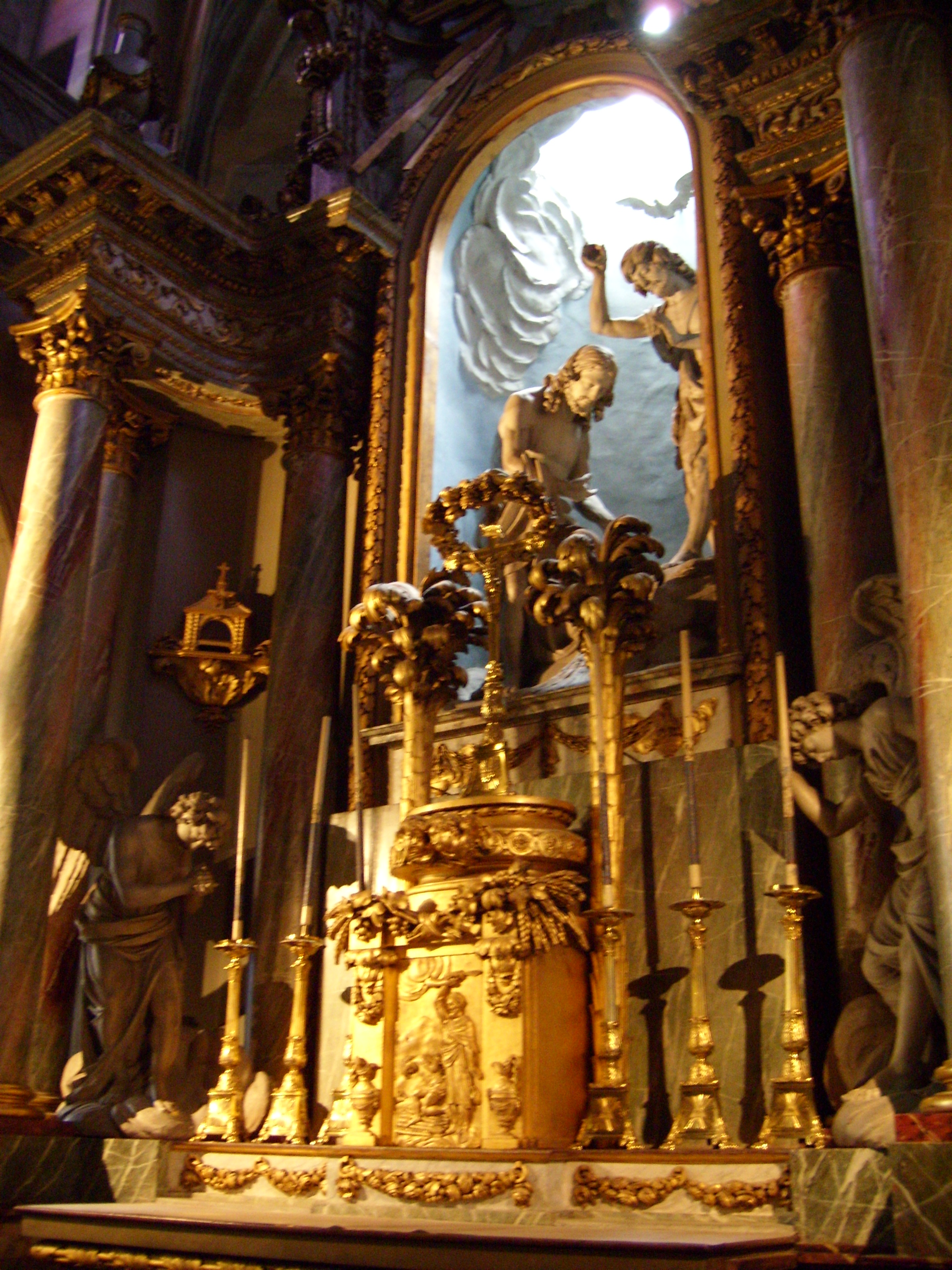
Sculpture du Baptême de Jésus-Christ dans le chœur de la basilique.

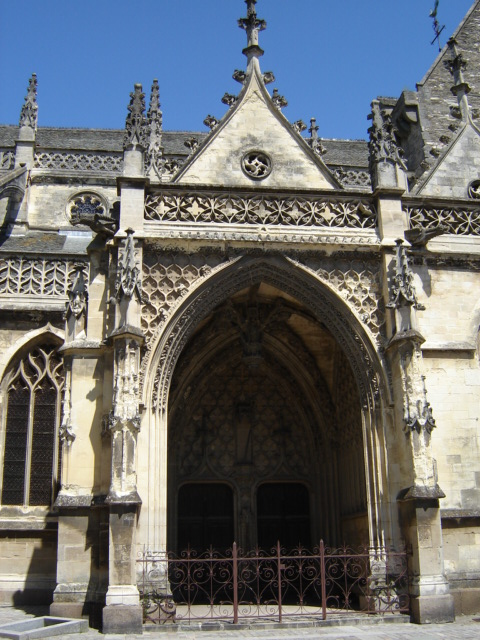
Le portail nord, de 1531, en style gothique flamboyant.

L'église est décrite ainsi en 1839 :

« L'édifice a trois nefs ; le maître-autel est adossé à la muraille ; une petite fenêtre placée derrière un Jehovah, éclaire un baptême de Jésus-Christ, œuvre d'Armand Fréret, ainsi que le reste de l'autel. Le chœur est fermé par une grille en fer, et contient 46 stalles.
L'église a quatre grandes chapelles latérales : dans celle dite de Jésus ou du Sépulcre, on a lu pendant longtemps l'inscription suivante :
« Messire Le Parmentier, seigneur de Cosqueville et bourgeois de cette ville, et sa femme Françoise, ont donné cette chapelle du Sépulcre, l'an MVCCLIII (1753).

[…] Le portail et la tour qui n'ont été construits qu'en 1825, jurent étrangement par leur lourdeur et leur mauvais goût avec le reste de l'édifice. Cette tour a 26 mètres de haut. On a établi dans la voûte des tribunes en amphithéâtre à la place d'un demi-jeu d'orgues qui s'y trouvait avant la Révolution.

L'édifice a 46 mètres de long sur 28 de large, et peut contenir environ trois mille personnes. Il est encombré de bancs, comme toutes les églises du nord du département. Outre le monument de l'Assomption qui passait pour un chef-d'œuvre, on y voyait encore autrefois un crucifix de cinq pieds sept pouces, que Voisin-la-Hougue appelle un des plus beaux ouvrages du monde.

La chaire, qui est très-élégante, est d'Armand Fréret, ainsi que la statue de la Vierge Marie. Celle de Sainte-Anne, qui est dans la chapelle des Fonts baptismaux, est de Louis Fréret, fils d'Armand. Parmi les tableaux, on remarque une Visite des saintes femmes au tombeau de Jésus. Cette belle toile qui est attribuée à Gaspard Crayer, à Bon Boullongne et à Philippe de Champaigne, a été restaurée par Langevin. Le tableau de Jésus porté au tombeau est de ce dernier artiste.

On y trouve encore :

dans la chapelle du Saint-Sacrement : Jésus portant sa croix ; 
une Adoration des mages ;
une Adoration des Bergers, par La Hire ;
un Saint-François d'Assise et un Prophète Élie dans le désert, par M. Le Sauvage.

Sur la porte de la Sacristie :
un Saint-Pierre.
Dans la chapelle des Fonts : un baptême de Jésus, par Langevin ;
et dans la tribune : un tableau de la Cène, par M. Le Sauvage. »

On pénètre dans l'église, avec ses nombreux pinacles, par une tour-porche édifiée en 1828, puis le porche roman du XIe ou XIIe siècle qui avec la structure intérieure de la tour centrale romane, sont les parties les plus anciennes. Le porche a été restauré et modifié au XIXe siècle, avec une peinture polychrome et la tour a été restaurée au XVe siècle. Le portail nord, de style gothique flamboyant, construit à partir de 1531, s'ouvre par deux portes à accolades.
La nef est voûtée d'ogives avec des clefs de voûte figurant un soleil, une lune et des angelots. Les arcades gothiques des cinq travées de la nef, à collatéraux, reposent sur des piliers ronds avec des chapiteaux très étroits qui annoncent les arcs à pénétration du gothique flamboyant ; le tout a été recouvert, vers 1892, d'un décor peint. Côté sud, les arcades sont surmontées de bas-reliefs, en pierre calcaire sculptée, représentant une danse macabre datée de la seconde moitié du XVe siècle, avec des réfections au XIXe siècle, et côté nord de scènes représentant la passion du Christ. Les piles du transept sont décorées de niches gothiques, dont l'une, celle du nord, arbore une plaque en mémoire d'un prêtre massacré durant la Révolution. Le chœur, richement décoré, comprend trois travées à collatéraux. À noter, à l'extérieur le chevet qui s'appuie sur le dernier vestige du rempart de l'enceinte urbaine.

## Protection

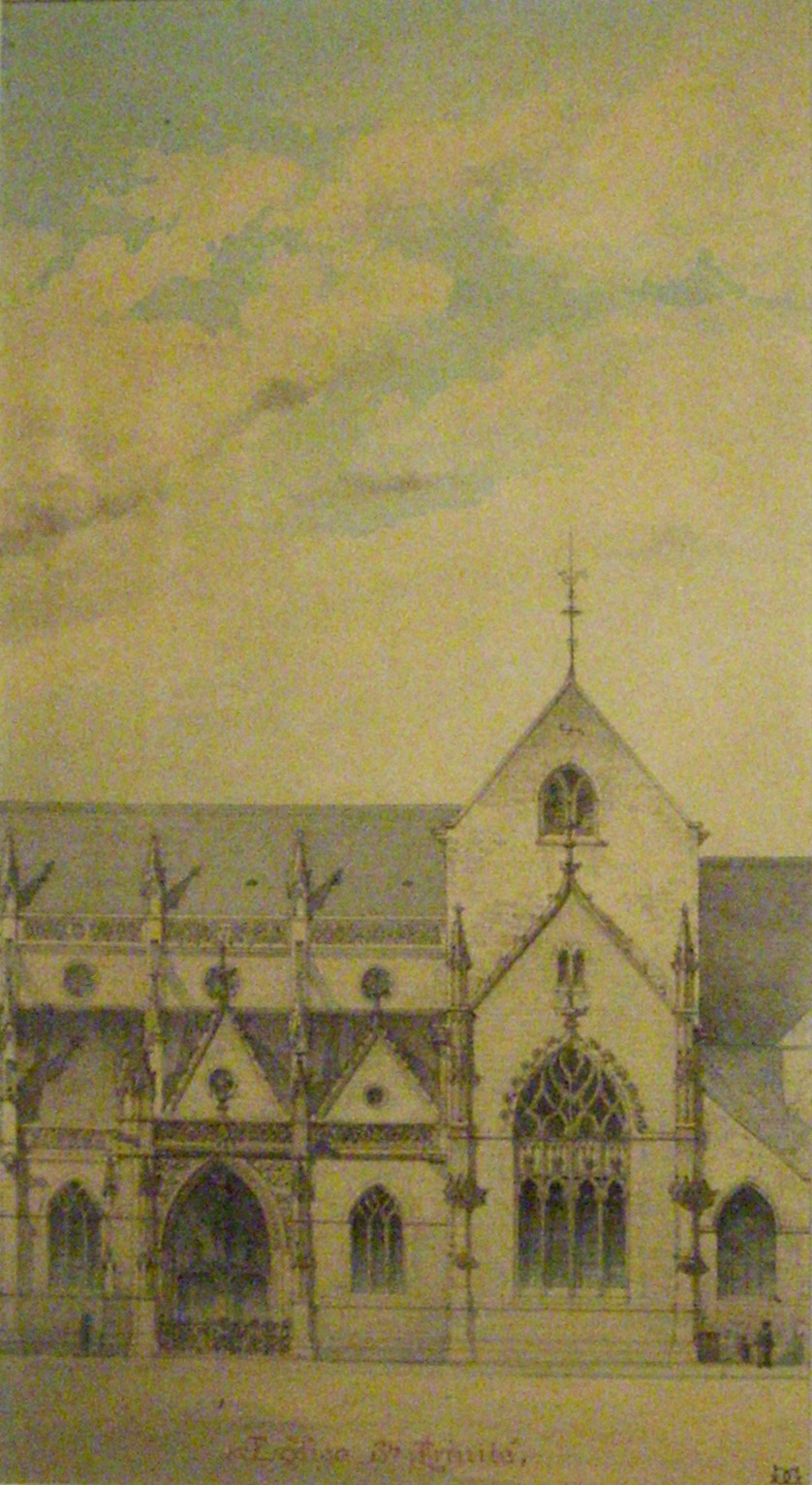
La basilique, aquarelle de Gaston Gutelle, XIXe siècle

La basilique Sainte-Trinité est inscrite au titre des monuments historiques par arrêté du 14 mars 1944.

## Mobilier
L'église et le bâtiment annexe renferment de nombreux objets précieux : les fonts baptismaux en pierre calcaire polychromé avec un décor évoquant les eaux du baptême composé de sa cuve baptismale mobile du XIVe siècle et de son couvercle de style néogothique datant de 1869 (classés le 4 novembre 1908), une cloche anglaise du XVIIIe siècle et dix bas-reliefs en albâtres sculptés du XVe siècle provenant de différentes églises (classés le 5 décembre 1908) : ceux incrustés dans le pilier nord-ouest de la croisée du transept représentent des scènes de la vie du Christ, ceux du pilier sud-ouest des scènes de la vie de la Vierge. La chaire date de 1769. On peut également voir à l'intérieur de l'église des tableaux de pierre qui pourraient évoquer la ville et ses remparts.
Elle possède un riche mobilier cultuel, dont un maître autel de style classique, avec un retable, réalisé par François-Armand Fréret datant du début du XIXe siècle, une chaire en bois sculptée par son père Pierre Fréret datée de 1763, ainsi que les Grandes orgues de Cavaillé-Coll. Elle abrite également une toile attribuée à Philippe de Champaigne, Les Saintes Femmes au tombeau du Christ. Le nom de dieu YHWH, un tétragramme hébreu, a été clairement inscrit dans le chœur de la basilique, au-dessus de « la gloire », une sculpture représentant le baptême de Jésus.

### Les bas-reliefs de la nef
Au-dessus des grandes arcades de la nef et tout au long de celle-ci, on peut voir une série de bas-reliefs, disposition semble-t-il fort rare dans les églises de France (et d'ailleurs). Ces sculptures, de transition gothique-Renaissance par le style, sont de l'extrême fin du XVe siècle mais elles furent restaurées au XIXe siècle (1864). Au nord, une « Danse macabre » du XVe siècle a été édifiée après les ravages des guerres et de la grande peste qui ont affligé la ville au siècle précédent. Cette série de panneaux en pierre calcaire sculptés, que l'on retrouve dans d'autres églises de la même époque mais en général sous forme de peintures (par exemple à l'abbaye de La Chaise-Dieu), met en scène des cadavres décharnés symbolisant la Mort, et ses victimes, de tout âge et de toute classe sociale : pape, empereur, roi, bourgeois, journaliers, moine, aveugle, enfant, etc. Elle a été restaurée au XIXe siècle. Au-dessus des arcades sud, les scènes représentent la Passion du Christ.

### Tableau du Vœu («Notre-Dame Montée»)
Pour commémorer la délivrance de la ville en août 1450 ainsi que la pérennité du royaume de France, Jean Aubert construit un spectacle mécanique, fixé en 1466 sous la voûte de la nef et activé tous les 15 août. Il représente l'Assomption de la Vierge vers les trois personnages de la Trinité, couronnée par Dieu le Père, et entourée d'anges la saluant en montant et descendant. Selon Gilles de Gouberville, le Diable est adjoint à la scène en 1560.
Le mécanisme est détruit par les révolutionnaires en janvier 1794, et en 1864, on place pour cacher le trou de la machine au-dessus de l'arc triomphal dans l'axe de la nef, une peinture, le tableau du Vœu, représentant l'Assomption, avec la phrase « VŒU SOLENNEL DES HABITANTS DE CHERBOURG EN 1450. DÉLIVRANCE DE LA DOMINATION ÉTRANGÈRE. ».

## Chronologie des curés
Depuis 1466,.
| - 1466 : Jean Tustot, bachelier en théologie, curé de Cherbourg et official de Valognes ; - 1496 : Guillaume Bacheler, bachelier en théologie, curé de Cherbourg et official de Valognes ; - 1517 : Robert Le Serreur, bachelier en théologie, curé de Cherbourg et official de Valognes ; - 1541 : Yves Le Bailly, bachelier en théologie, curé de Cherbourg et officiai de Valognes ; - 1569 : Guillaume Jouan, écuyer, docteur en théologie, curé de Cherbourg ; - 1582 : Guillaume Nicole, bachelier en théologie, curé de Cherbourg ; - 1606 : Gracien Boullon, bachelier en théologie, curé de Cherbourg, mort de la peste le 15 août 1626 ; - 1627 : Raoul Grisel, bachelier en théologie, curé de Cherbourg ; - 1659 : Michel Groult, bachelier en théologie, curé de Cherbourg ; - 1678 : Jacques Gaudebout, bachelier en théologie, curé de Cherbourg et doyen des Îles, mort le 4 octobre 1687 ; - 1688 : Antoine Pâté, bachelier en théologie, curé de Cherbourg et doyen de la Hague, décédé en odeur de sainteté le 21 mars 1728 ; - 1729 : Michel Le Héricey, bachelier, licencié en droit civil et canon, curé de Cherbourg ; - 1758 : Jean Paris ; - 1763 : Jean Le Terouilly ; - 1779 : Charles François Le Vacher ; - 1803-1813 : Claude Ebinger ; | - 1813-1817 : Constant Germain Demons ; - 1817-1830 : Pierre Luc Laisné ; - 1830-1844 : Pierre Briquet ; - 1844-1850 : Louis Aimable Vaultier ; - 1850-1851 : Jean-Baptiste Le Goupils ; - 1851-1883 : Paul Lepelley ; - 1884-1886 : Jacques Bon Tirhard ; - 1886-1897 : Jean-Baptiste Leroux ; - 1897-1899 : Jean-Louis Lepetit ; - 1899-1917 : Pierre Leprovost ; - 1917-1927 : Alfred Poignant ; - 1927-1943 : Auguste Dogon ; - 1945-1958 : Edmond Milcent (Brix, 1897 - Grimouville, 1985); - 1958-1972 : Jean Bimont ; - 1972-1981 : André Henry ; - 1981-1993 : Michel Hervieu ; - 1993-2003 : Michel Paysant ; - 2003-2016 : Louis Deschamps ; - 2016-présent : Francis Marécaille. |